# یانگ‌وانگ
یانگ‌وانگ (انگلیسی: Yangwang) یک برند چینی خودروی لوکس الکتریکی است که متعلق به بی‌وای‌دی بوده و توسط شرکت فروش خودروی شنزن یانگ‌وانگ به بازار عرضه می‌شود. این برند در ژانویه ۲۰۲۳ معرفی شد. در بازار چین، خودروهای یانگ‌وانگ در رده قیمتی بالاتر از ۱ میلیون یوان چین (تقریباً معادل ۱۴۰٬۰۰۰ دلار آمریکا) قرار دارند و با برندهای لوکس اروپایی رقابت می‌کنند. تا سال ۲۰۲۴، یانگ‌وانگ در رتبه بالاتری نسبت به دو زیر برند دیگر بی‌وای‌دی یعنی دنزا و فانگ‌چنگ‌بائو قرار دارد.
یانگ‌وانگ نخستین برندی است که فناوری اختصاصی رانش مجزای چرخ (IWD) شرکت بی‌وای‌دی با نام «e4» را معرفی کرده است. لوگوی این برند، کاراکتر چینی «برق» یا «الکتریسیته» به خط استخوانی چینی (oracle bone script) است.

## محصولات
اولین مدل این برند، شاسی‌بلند پلاگین هیبریدی فول‌سایز یو۸، در ۵ ژانویه ۲۰۲۳ معرفی شد و سپس در ۱۸ آوریل ۲۰۲۳ وارد بازار چین گردید. در زمان رونمایی، مؤسس و مدیرعامل بی‌وای‌دی، وانگ چوان-فو، خودروی یو۸ را به‌صورت زنده روی صحنه راند، در حالی که یک دستگاه دیگر از یو۸ مجهز به چرخ‌های مکانوم، فناوری رانش مجزای چرخ را با حرکت جانبی و چرخش شبیه تانک به نمایش گذاشت. یو۸ مجهز به چهار موتور الکتریکی و یک موتور توربوشارژ ۲٫۰ لیتری است. این ترکیب قدرت باعث می‌شود حداکثر توان خروجی خودرو به ۱۱۰۰ اسب‌بخار (۸۲۰ کیلووات) برسد. در شرایط اضطراری مانند سیل، یو۸ قادر است مانند خودرو-قایق روی آب شناور بماند.
در همان مراسم، وانگ مدل یو۹ را نیز رونمایی کرد؛ یک خودروی سوپر اسپورت تمام الکتریکی با سامانه تعلیق فعال اختصاصی «دیسوس» (云辇) که ادعا می‌شود شتاب صفر تا ۱۰۰ کیلومتر بر ساعت آن تنها ۲ ثانیه است. سیستم «دیسوس» این امکان را به خودرو می‌دهد که هنگام ترکیدن لاستیک، با سه چرخ حرکت کند. بی‌وای‌دی این سیستم را به سه زیرسیستم به نام‌های «دیسوس-سی»، «دیسوس-ای» و «دیسوس-پی» تقسیم کرده است، در حالی که یانگ‌وانگ یو۹ به سیستم ویژه «دیسوس-ایکس» مجهز است که ترکیبی از ویژگی‌های هر سه زیرسیستم است و مخصوص خودروی سوپر اسپورت طراحی شده است.
در ۷ سپتامبر ۲۰۲۳، بی‌وای‌دی خودروی جدیدی را که بعدها یانگ‌وانگ یو۷ نام گرفت، در گردهمایی سالانه آیرودینامیک خودرو که توسط «انجمن مهندسین خودرو چین» برگزار شد، معرفی کرد. گفته می‌شود ضریب پسار این مدل جدید تنها ۰٫۱۹۵ است.

### مدل‌ها
- یانگ‌وانگ یو۷ (۲۰۲۵–اکنون)، سدان لوکس فول سایز، پلاگین هیبرید یا تمام برقی
- یانگ‌وانگ یو۸ (۲۰۲۳–اکنون)، خودروی شاسی‌بلند بیابانگرد لوکس برقی با برد افزایش‌یافته[۱۱]
  - یانگ‌وانگ یو۸-ال (۲۰۲۵–اکنون)، مدل کشیده‌تر یو۸
- یانگ‌وانگ یو۹ (۲۰۲۴–اکنون)، خودروی سوپر اسپورت تمام برقی[۱۲]

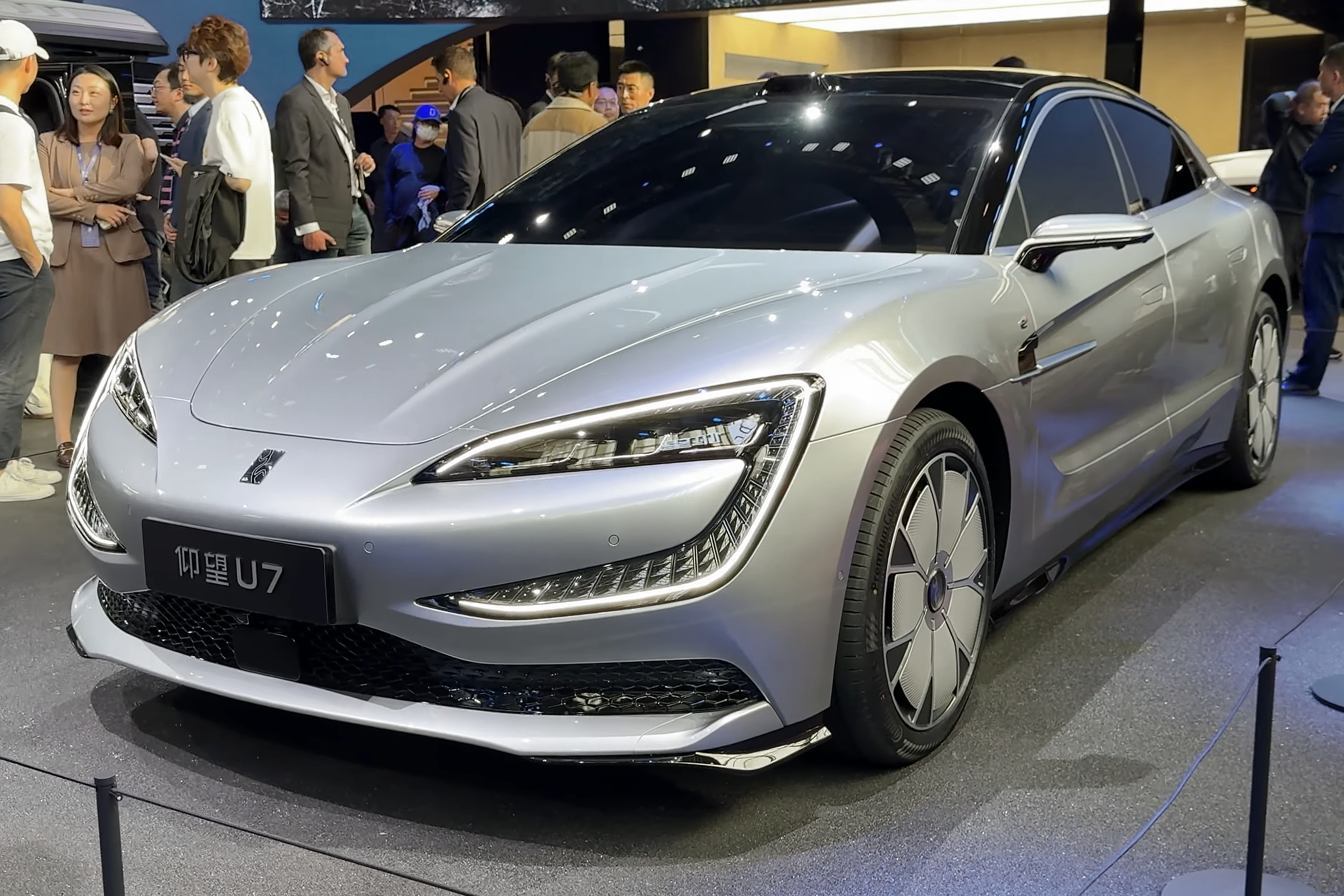
یانگ‌وانگ یو۷
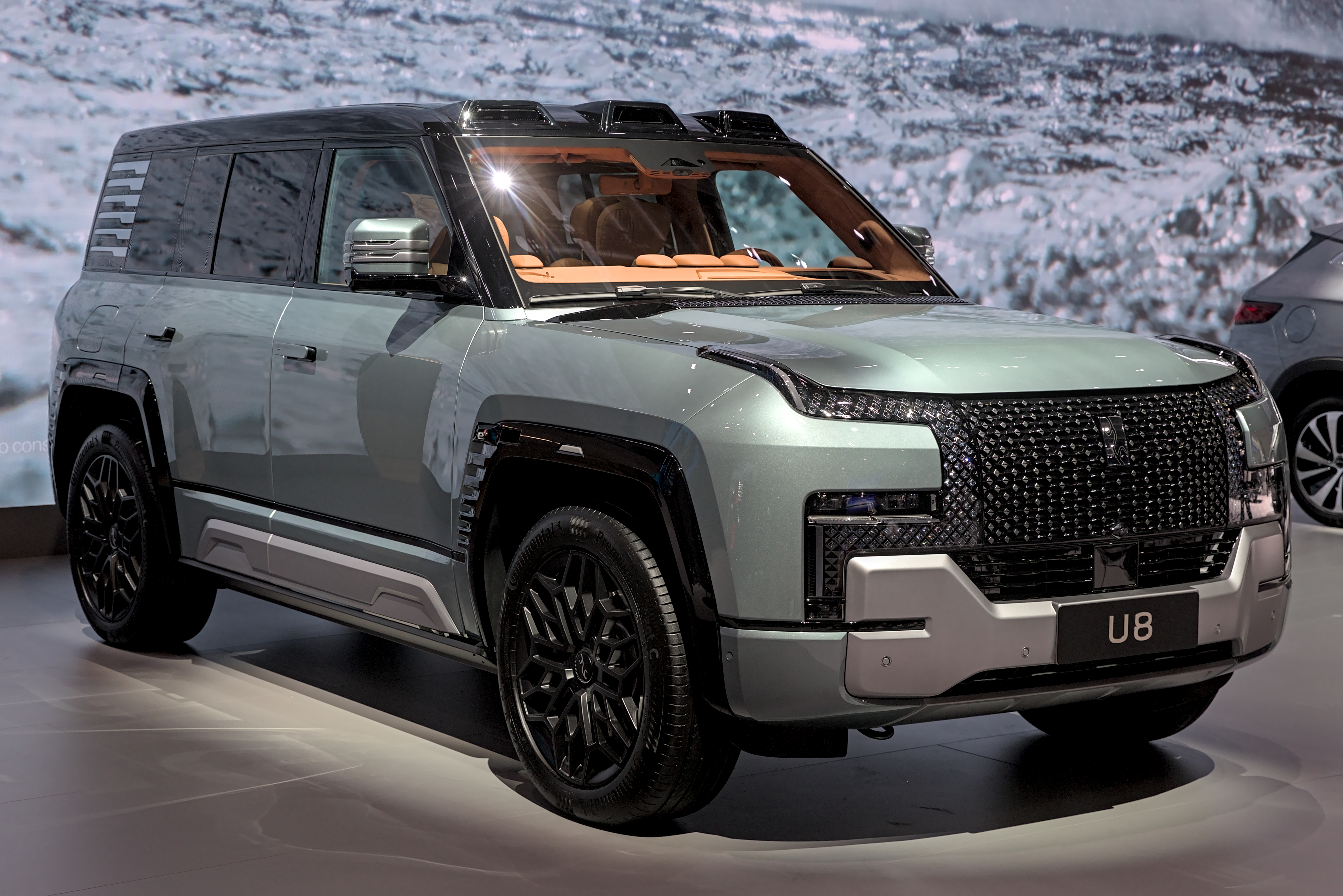
یانگ‌وانگ یو۸
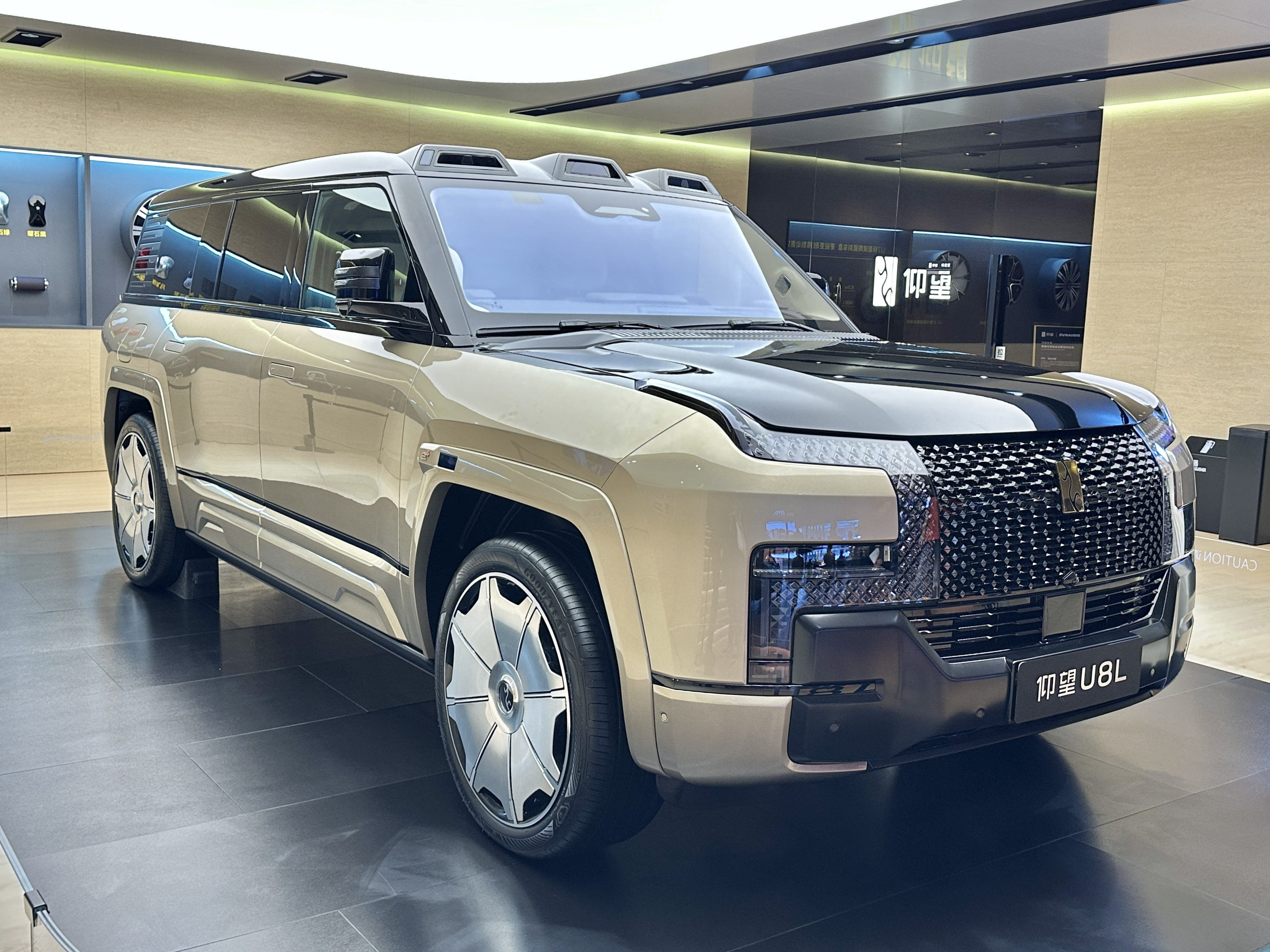
یانگ‌وانگ یو۸-ال
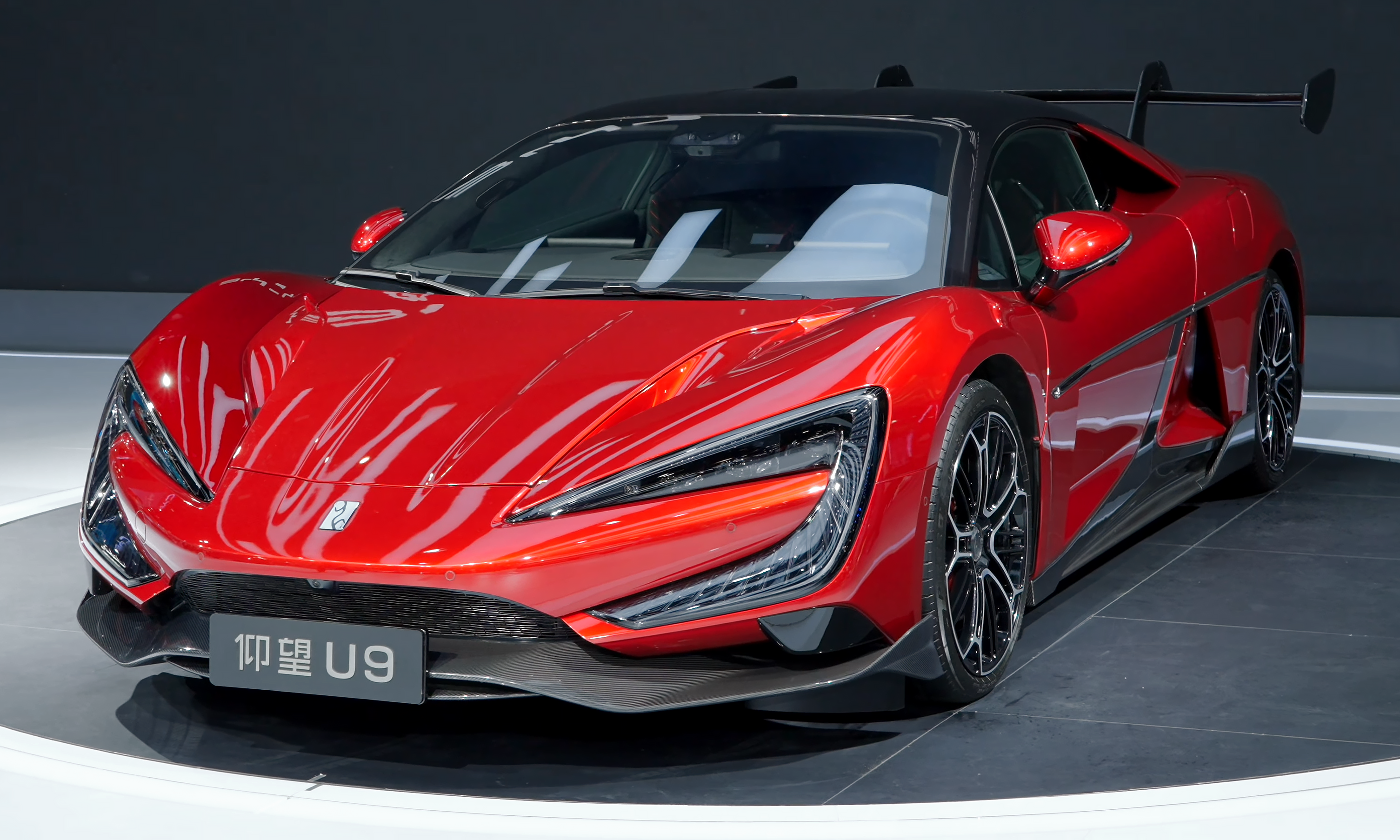
یانگ‌وانگ یو۹

## بازاریابی
یانگ‌وانگ نخستین نمایشگاه خود را در شانگهای در ۲۷ سپتامبر ۲۰۲۳ افتتاح کرد که در مقابل برج مروارید شرقی قرار دارد. تا اکتبر ۲۰۲۳، ۶۰ نمایشگاه یانگ‌وانگ در حال ساخت بود و شرکت برنامه دارد تا پایان سال ۲۰۲۳، ۹۰ فروشگاه در ۴۰ شهر چین افتتاح کند. مشابه تسلا در چین، بی‌وای‌دی افتتاح نمایشگاه‌های یانگ‌وانگ را به‌عنوان اولین تلاش خود برای مدل فروش مستقیم به مشتری برای محصولات یانگ‌وانگ اجرا کرد.